# 구용현
구용현(具龍鉉, 1924년 6월 19일 ~ 1987년 1월 30일)은 대한민국의 정치인이다. 제11대 국회의원을 지냈다. 본관은 창원(昌原). 경상남도 함안군 출생이다.

## 학력
- 서울대학교 사범대학 졸업
- 연세대학교 교육대학원 졸업
- 중화학술원 명예철학 박사

## 경력
- 고교장
- 서울교위학무국장
- 문교부장학실장
- 부산시교육감
- 부산상고동창회장
- 유네스코한위집행위원
- 민정당부산지부장ㆍ중앙집행위원
- 민정당중앙위부의장

## 역대 선거 결과
|  | 30.64% |

|  | 22.63% |